# Flughafen Heglig

i7
i11
i13
Der Flughafen Heglig (englisch Heglig Airport) ist ein Flughafen der Stadt Heglig in der Nähe der Grenze zum Südsudan in Sudan.

## Geschichte
Der Flughafen wurde errichtet, um die Ausbeutung der in der Nähe befindlichen Erdölquellen zu ermöglichen.